# コレって恋ですか?
コレって恋ですか?（コレってこいですか?）は、YouTuberのコレコレがプロデュースしていた、6人組女性アイドルグループ。株式会社ライバー所属。略称はコレ恋。
グループのコンセプトは「配信ネイティブアイドル」。

## 概要
コレコレプロデュースによるアイドルグループ「Kore:ct」の活動が、運営会社との契約解除により2019年8月26日をもって終了。それに伴い後継グループを新たに立ち上げるため、「コレコレガールズオーディション」と題し株式会社ライバー主催でメンバーの募集を開始。
2019年6月下旬から約2か月間にわたって実施されたオーディションで、5名のメンバーが決定。芸名決定はツイキャス内で先駆けて行われ、この配信は総視聴者数36万5千人超、最大同時視聴者数3万6千人超を記録した。
グループの名称はTwitterにて一般公募を実施。配信者、コレコレのツイキャス配信内でもリスナーから多くの案が寄せられた。これらの案をもとにコレコレと株式会社ライバーがツイキャス配信で実施したリスナーアンケートを参考に、グループ名称とメンバーの芸名を決定。
プロデューサーのコレコレは「アイドルにおもしろさという要素が加わったらすごく良いグループを作れるんじゃないと思ったのが、プロデュース活動を始めたきっかけ」と語っている。

## 年譜
- 2019年
  - 8月31日 - コレコレガールズオーディションにて、5名のメンバーが決定、Kore:ctから唯一残留した恋遙ひよりを加えて6人で結成。
  - 11月2日 - 初のライブ「1st LIVE!!!初めまして、コレ恋です。」をDuo MUSIC EXCHANGEにて開催[4]。
- 2020年
  - 3月21日 - 初のオンラインライブ「コレ恋LIVE!! vol.5」をYouTube Liveにて開催[5]。
- 2021年
  - 2月27日 - メンバーの癒愛みうちが同年4月末日をもってグループを卒業することが発表された[6]。
  - 4月17日 - 「コレって恋ですか？ SPRING ONEMAN LIVE 2021 6×LOVE - 癒愛みうち卒業ライブ - 」をZepp Tokyoにて開催[7]。
  - 4月30日 - 同日中をもって、癒愛みうちが卒業。
  - 5月14日 - 蒼唯みもの活動休止を発表。
  - 7月7日 - 恋遙ひよりの活動休止を発表[8]。
  - 9月6日 - 全国ツアーの中止、ワンマンライブの延期が発表。有料無観客ライブの開催を発表[9]。
  - 10月2日 - 恋遙ひよりが復帰。蒼唯みもが卒業[10]。それぞれ同日夜のYouTube Liveにて発表。
  - 10月3日 - 「コレって恋ですか? AUTUMN ONEMAN LIVE 2021 まちコイツアー」（前述の中止となった全国ツアー）の振替公演をツイキャスプレミアム配信にて開催[注 1]。
  - 10月4日 - 新メンバー募集オーディション開始[11]。
  - 10月22日 - EX THEATER ROPPONGI にて開催の女性限定イベント「Queen & Princess」に出演。コレ恋としては、初の対バンイベント出演となった。
  - 11月27日 - WARP SHINJUKU にて開催の、ラファエル(YouTuber)プロデュースアイドル[注 2]の最終オーディション&メンバー発表会に、ゲストアイドルとして出演。
  - 12月6日 - 2021年8月に開催されたツイキャスのイベント「ツイキャス声誕祭」でのユニット1位特典の一つである、文化放送「レコメン!」内コーナー「モイpresents 「コレ恋」メンバー育成計画」が放送開始。その後、2022年1月31日まで全9回にわたり放送される。
  - 12月11日 - 四葉このはの卒業を、同日夜のYouTube Liveにて発表[12]。また、予定されていた「コレって恋ですか? コレパ ～X'mas 2021～」（クリスマス交流イベント）及び「コレって恋ですか? AUTUMN ONEMAN LIVE 2021 Co:Re51」（前述の延期となったワンマンライブ）の中止も併せて発表。卒業により、ラジオ出演も（卒業発表時点で）収録済みだった12/20放送分を最後に降板した。
  - 12月18日 - コレ恋新メンバーオーディションにて、5名の新メンバー（研修生）が決定。
  - 12月29日 - 研修生のあかが、研修生としての活動を辞退したことを発表。
- 2022年
  - 1月22日 - YouTubeLive内にて、研修生の活動名・カラーを発表。
  - 3月21日 -「コレって恋ですか？ SPRING ONEMAN LIVE 2022 春夢」をZepp Diver Cityにて開催[13]。
  - 6月11日 - 品川 ザ・グランドホールで開催された「GIGA・GIGA SONIC」に出演[14]。
  - 6月24日 - 東雲ゆずが活動休止。
  - 7月10日 - 東雲ゆずの卒業を発表[15]。
  - 7月20日 - YouTubeLive内にて、永遠縁もあ、満月つき、水瀬つむぎが研修生から正規メンバーへと昇格。
  - 8月4日 - 京セラドーム大阪で開催された「EXIA Presents KANSAI COLLECTION 2022 A/W」に出演[注 3][16][17]。
  - 8月29日 - 「コレって恋ですか？ 3rd anniversary Live」をWWW (ライブハウス)にて開催[注 4]。
  - 9月3日 - 豊洲PITで開催された、YouTuberのラファエル主催の「Raphael IDOL Festival〜超無銭祭2022〜」に出演[注 4][18]。
  - 10月9日 - 「九州観光・物産フェア in 代々木～コレって恋ですか？スペシャルワンマンライブ～」を代々木公園野外音楽堂にて開催。
  - 10月22日 - 「コレって恋ですか？Official　Photo Book」発売記念　お渡し＆特典会をソフマップAKIBAにて開催。
  - 10月25日 - コレ恋としては初の写真集「コレって恋ですか？Officoal Photo Book」を発売。
  - 11月20日 - コレ恋初の電気通信大学で開催された学園祭に出演。[注 5]
  - 11月21日 - 2023年4月3日に開催されるワンマンライブを持って、グループを解散することが発表された[19][1][動画 1]。
  - 11月27日 - 日比谷公園 小音楽堂にて開催された「コマフェス！！～ご当地鍋フェスティバル＠日比谷公園～」に出演。
  - 12月30日 - 「コレ恋　Winter ONE MAN LIVE 2022」を恵比寿ザ・ガーデンホールにて開催[注 6][20]。
- 2023年
  - 1月7日 - LINE CUBE SHIBUYAにて開催された「超アイドルの日 supported by コトネの日」に出演。
  - 2月20日 - Shibuya O-WESTにて開催された「New Generations!! - Premium Circuit」に出演。
  - 2月25日 - 初の「ファン交流会ツアーin 長野県」を開催[21]。
  - 3月18日 - チクモクビル（大ホール) にてCD販売会を開催。
  - 3月19日 - ミニアルバム「始まりのエンドロール」を発売。キャナルシティ博多 にてミニライブ＆CD販売会を開催。
  - 3月25日 - アソビルにてミニライブ＆CD販売会を開催、同所開催の「コマフェス!! in 横浜」に出演。
  - 3月26日 - パセラ新宿本店 にてチェキ撮影会＆CD販売会を開催。
  - 4月3日 - 「コレって恋ですか？ONE MAN LIVE 2023 〜世界一可愛い卒業式〜」をZepp Hanedaにて開催。3年7ヶ月の活動に幕を閉じた。
  - 6月1日 - プロデューサーコレコレのYouTubeチャンネル「コレコレチャンネル KoreTube」にてコレ恋の最後動画として、コレって恋ですか？３年半の軌跡がアップロードされた[動画 2]。

## メンバー
| 名前                          | 生年月日（年齢）       | オーディション時の名前 | 愛称                                    | カラー   | 血液型 | 身長   | 出身地   | 備考                                                                        |
| ----------------------------- | ---------------------- | ---------------------- | --------------------------------------- | -------- | ------ | ------ | -------- | --------------------------------------------------------------------------- |
| 彩葉 ちえり （いろは ちえり） | 2001年8月9日（23歳）   | さくらい               | ちぇりぴ ちえちゃん てりたま            | 紫       | AB型   | 161 cm | 神奈川県 |                                                                             |
| 小羽空 まい （こはく まい）   | 2001年10月6日（23歳）  | はくまい               | まいまい まいださん                     | 赤       | O型    | 167 cm | 千葉県   |                                                                             |
| 恋遙 ひより （こはる ひより） | 2003年11月29日（21歳） | ちうこ                 | ぴよりん ぴよちゃん ぴよちゅ            | 黄       | O型    | 153 cm | 愛知県   | 活動終了後、2023年9月からiLiFE!に加入し涼芽なの（すずめなの）と改名         |
| 永遠縁 もあ （とわえ もあ）   | 2000年2月3日（25歳）   | とうふ                 | もあちゃん もあち ﾓさん                 | オレンジ | O型    | 165 cm | 千葉県   | 元KissBee2代目リーダー 第8回（2018年）ミスヤングチャンピオン グランプリ受賞 |
| 満月 つき （みつき つき）     | 2000年11月5日（24歳）  | つきちゃん             | つきちゃん つきぼう まんげつ            | 緑       | AB型   | 150 cm | 福岡県   |                                                                             |
| 水瀬 つむぎ （みなせ つむぎ） | 2002年8月28日（22歳）  | むぎ                   | つむたん むぎちゃん つむちゃん つむつむ | 水色     | AB型   | 148 cm | 関東地方 |                                                                             |

### 旧メンバー
| 名前                                  | 生年月日（年齢）       | オーディション時の名前 | 愛称            | カラー | 血液型 | 身長   | 出身地 | 概要                                                                   |
| ------------------------------------- | ---------------------- | ---------------------- | --------------- | ------ | ------ | ------ | ------ | ---------------------------------------------------------------------- |
| 癒愛みうち （きゅあ みうち）          | 1999年12月11日（25歳） | きゅあみうち           | みうちゃん      | ピンク | O型    | 162 cm | 埼玉県 | 2021年4月30日、家庭の事情によりグループを卒業。                        |
| 蒼唯みも （あおい みも）              | 2000年3月7日（25歳）   | みも                   | みもんご        | 青     | B型    | 164 cm | 静岡県 | 2021年10月2日、自身の体調不良による療養によりグループを卒業。          |
| 四葉このは （よつば このは）          | 2003年11月11日（21歳） | とかげちゃん           | このちゃん      | 黄緑   | A型    | 161 cm | 群馬県 | 2021年12月11日、環境の変化に伴う、自身の体調不良によりグループを卒業。 |
| 東雲 ゆず（研修生） （しののめ ゆず） | 2006年2月7日（19歳）   | ゆず                   | ゆずぴ ゆずちゃ | 白     | B型    | 159 cm | 福島県 | 2022年7月10日、心身の不調を理由にグループを卒業。                      |

## 楽曲
| 楽曲名                               | 作詞者          | 作曲者          | 編曲者            | MV公開日                               | サブスク公開 |
| ------------------------------------ | --------------- | --------------- | ----------------- | -------------------------------------- | ------------ |
| 友達以上恋愛未満                     | 法戸祐樹        | 法戸祐樹        | 法戸祐樹          | 2019年12月20日                         | 公開         |
| ストリーミングラバーズ               | 法戸祐樹        | 法戸祐樹        | 法戸祐樹          | 2020年2月19日                          | 公開         |
| show / do!                           | 葉月ゆら        | 森慎太郎        | 森慎太郎          | 2020年3月19日                          | 公開         |
| ライフビューイング                   | 宮入俊悟        | 宮入俊悟        | 宮入俊悟          | 2020年6月26日                          | 公開         |
| #コレ恋って？                        | Kamy            | 杉田昌也        | 杉田昌也          | 2020年8月31日                          | 公開         |
| くたばる or サバイバル               | AKIRA           | 前田佑          | 前田佑            | 2020年9月2日 2021年7月3日（Live ver.） | 公開         |
| ボンバーガール                       | 法戸祐樹        | 法戸祐樹        | 法戸祐樹          | 未公開                                 | 公開         |
| ステンダ (Cover)                     | 久下真音        | 曽木琢磨        | 曽木琢磨          | 2020年12月5日                          | 公開         |
| ヤバイバーサバイバー (Cover)         | ANDW            | ANDW            | 久下真音          | 未公開                                 | 公開         |
| 炎上してI NEED YOU (Cover)           | ANDW            | ANDW            | 大沢圭一          | 未公開                                 | 公開         |
| モラトリアムファイター               | 月丘りあ子      | 八木篤史        | 宮入俊悟          | 2021年1月1日                           | 公開         |
| ぜんぜんわかってない！！             | Kamy            | 大塚郁          | 大塚郁            | 未公開                                 | 公開         |
| ピヨったって無限ループ               | 昆真由美        | 田中マッシュ    | 田中マッシュ      | 2022年5月8日                           | 公開         |
| プレデタLOVE                         | MiCo/TSK/前田佑 | MiCo/TSK/前田佑 | 前田佑/Tetra Gear | 未公開                                 | 公開         |
| 迅速電脳                             | LASTorder       | LASTorder       | LASTorder         | 未公開                                 | 公開         |
| ココロノソラ                         | MEG.ME          | KOUGA/KoTa      | KoTa/KOUGA        | 未公開                                 | 公開         |
| わすれんぼ                           | Kamy            | 多田慎也        | 島田尚            | 未公開                                 | 公開         |
| たぶん恋するコイントス               | mampuku         | mampuku         | Mitsunori Ikeda   | 未公開                                 | 公開         |
| シンキロウ                           | AKIRA           | AKIRA           | AKIRA             | 2021年4月1日                           | 公開         |
| 月と機関銃                           | ロイ-RöE-       | miz/安岡洋一郎  | 柏崎三十郎        | 2021年8月8日 2022年5月5日              | 公開         |
| 共存伝心ドリーマー                   | 前田佑          | 前田佑          | 前田佑            | 2021年12月23日                         | 公開         |
| #なんでもない日                      | ヤマモトショウ  | ヤマモトショウ  | 前田佑            | 未公開                                 | 公開         |
| ピュアる                             | yumieda takumi  | TOTEM HIM'S     | TOTEM HIM'S       | 未公開                                 | 公開         |
| どうしようもないくらい君に向かってる | れるりり        | れるりり        | teppe             | 2021年12月17日                         | 未公開       |
| 春夢                                 | Irodori Kaoru   | 信政誠          | 信政誠            | 未公開                                 | 公開         |
| シャングリラ                         | 信政誠          | 信政誠          | h-wonder          | 未公開                                 | 公開         |
| ミギヒダリズム                       | 木下龍平        | 木下龍平        | 木下龍平          | 2022年9月9日                           | 公開         |
| 始まりのエンドロール                 | ミアキアミ      | TOTEM HIM’S     | TOTEM HIM’S       | 2023年4月1日                           | 公開         |
| ＃コレ恋って？（2023ver）            | Kamy            | 杉田昌也        | 杉田昌也          | 未公開                                 | 公開         |

## ディスコグラフィ

### シングル
| #  | タイトル                   | 作詞     | 作曲     | 編曲     |
| -- | -------------------------- | -------- | -------- | -------- |
| 1. | 「友達以上恋愛未満」       | 法戸祐樹 | 法戸祐樹 | 法戸祐樹 |
| 2. | 「ストリーミングラバーズ」 | 法戸祐樹 | 法戸祐樹 | 法戸祐樹 |
| 3. | 「show / do!」             | 葉月ゆら | 森慎太郎 | 森慎太郎 |

| #  | タイトル                     | 作詞       | 作曲     | 編曲     |
| -- | ---------------------------- | ---------- | -------- | -------- |
| 1. | 「モラトリアムファイター」   | 月丘りあ子 | 八木篤史 | 宮入俊悟 |
| 2. | 「くたばる or サバイバル」   | AKIRA      | 前田佑   | 前田佑   |
| 3. | 「ぜんぜんわかってない！！」 | Kamy       | 大塚郁   | 大塚郁   |

| #  | タイトル                         | 作詞       | 作曲     | 編曲     |
| -- | -------------------------------- | ---------- | -------- | -------- |
| 1. | 「モラトリアムファイター」       | 月丘りあ子 | 八木篤史 | 宮入俊悟 |
| 2. | 「ステンダ (Cover)」             | 久下真音   | 曽木琢磨 | 曽木琢磨 |
| 3. | 「ヤバイバーサバイバー (Cover)」 | ANDW       | ANDW     | 久下真音 |
| 4. | 「炎上してI NEED YOU (Cover)」   | ANDW       | ANDW     | 大沢圭一 |

| #  | タイトル               | 作詞           | 作曲           | 編曲   |
| -- | ---------------------- | -------------- | -------------- | ------ |
| 1. | 「共存伝心ドリーマー」 | 前田佑         | 前田佑         | 前田佑 |
| 2. | 「#なんでもない日」    | ヤマモトショウ | ヤマモトショウ | 前田佑 |

| #  | タイトル               | 作詞           | 作曲           | 編曲        |
| -- | ---------------------- | -------------- | -------------- | ----------- |
| 1. | 「共存伝心ドリーマー」 | 前田佑         | 前田佑         | 前田佑      |
| 2. | 「#なんでもない日」    | ヤマモトショウ | ヤマモトショウ | 前田佑      |
| 3. | 「ピュアる」           | yumieda takumi | TOTEM HIM'S    | TOTEM HIM'S |

### EP
| #  | タイトル                      | 作詞     | 作曲     | 編曲     |
| -- | ----------------------------- | -------- | -------- | -------- |
| 1. | 「#コレ恋って?」              | Kamy     | 杉田昌也 | 杉田昌也 |
| 2. | 「ボンバーガール」            | 法戸祐樹 | 法戸祐樹 | 法戸祐樹 |
| 3. | 「ライフビューイング」        | 宮入俊悟 | 宮入俊悟 | 宮入俊悟 |
| 4. | 「#コレ恋って? (コレ恋ver.)」 | Kamy     | 杉田昌也 | 杉田昌也 |

| #  | タイトル               | 作詞                  | 作曲                  | 編曲                  |
| -- | ---------------------- | --------------------- | --------------------- | --------------------- |
| 1. | 「#コレ恋って?」       | Kamy                  | 杉田昌也              | 杉田昌也              |
| 2. | 「ライフビューイング」 | 宮入俊悟              | 宮入俊悟              | 宮入俊悟              |
| 3. | 「Go This Way!」       | 金崎真士              | 金崎真士              | 金崎真士              |
| 4. | 「星屑のレゾナンス」   | 藤原優樹              | 八木篤史              | 八木篤史              |
| 5. | 「炎上パンチ」         | Mulato hate Asparagus | Mulato hate Asparagus | Mulato hate Asparagus |

### アルバム
| #   | タイトル                           | 作詞            | 作曲            | 編曲              |
| --- | ---------------------------------- | --------------- | --------------- | ----------------- |
| 1.  | 「ピヨったって無限ループ」         | 昆真由美        | 田中マッシュ    | 田中マッシュ      |
| 2.  | 「モラトリアムファイター」         | 月丘りあ子      | 八木篤史        | 宮入俊悟          |
| 3.  | 「プレデタLOVE」                   | MiCo/TSK/前田佑 | MiCo/TSK/前田佑 | 前田佑/Tetra Gear |
| 4.  | 「迅速電脳」                       | LASTorder       | LASTorder       | LASTorder         |
| 5.  | 「ココロノソラ」                   | MEG.ME          | KOUGA/KoTa      | KoTa/KOUGA        |
| 6.  | 「わすれんぼ」                     | Kamy            | 多田慎也        | 島田尚            |
| 7.  | 「#コレ恋って? (6×LOVE ver.)」     | Kamy            | 杉田昌也        | 杉田昌也          |
| 8.  | 「たぶん恋するコイントス」         | mampuku         | mampuku         | Mitsunori Ikeda   |
| 9.  | 「友達以上恋愛未満」               | 法戸祐樹        | 法戸祐樹        | 法戸祐樹          |
| 10. | 「シンキロウ」                     | AKIRA           | AKIRA           | AKIRA             |
| 11. | 「とある日のおやすみ (Interlude)」 |                 |                 |                   |
| 12. | 「月と機関銃」                     | ロイ-RöE-       | miz/安岡洋一郎  | 柏崎三十郎        |

| #  | タイトル                       | 作詞                | 作曲                | 編曲                |
| -- | ------------------------------ | ------------------- | ------------------- | ------------------- |
| 1. | 「始まりのエンドロール」       | ミアキアミ          | TOTEM HIM'S         | TOTEM HIM'S         |
| 2. | 「春夢（2023 ver.）」          | Irodori Kaoru       | 信政誠              | 信政誠              |
| 3. | 「シャングリラ」               | 信政誠              | 信政誠              | h‐wonder            |
| 4. | 「#コレ恋って？（2023 ver.）」 | Kamy                | 杉田昌也            | 杉田昌也            |
| 5. | 「ミギヒダリズム」             | 木下龍平(SUPA LOVE) | 木下龍平(SUPA LOVE) | 木下龍平(SUPA LOVE) |

### DVD
|     | 発売日        | タイトル                                                                               | 規格品番                 |
| --- | ------------- | -------------------------------------------------------------------------------------- | ------------------------ |
| 1st | 2021年8月10日 | コレって恋ですか？ SPRING ONEMAN LIVE 2021 6×LOVE – 癒愛みうち卒業ライブ – @Zepp Tokyo | LIVE-RD001（通常盤）     |
| 1st | 2021年8月10日 | コレって恋ですか？ SPRING ONEMAN LIVE 2021 6×LOVE – 癒愛みうち卒業ライブ – @Zepp Tokyo | LIVE-RD002-003（特別盤） |

## ミュージックビデオ
| 公開年 | 月日     | 曲名                                 |
| ------ | -------- | ------------------------------------ |
| 2019年 | 12月20日 | 友達以上恋愛未満                     |
| 2020年 | 2月19日  | ストリーミングラバーズ               |
| 2020年 | 3月19日  | show / do!                           |
| 2020年 | 6月26日  | ライフビューイング                   |
| 2020年 | 8月31日  | #コレ恋って?                         |
| 2020年 | 9月2日   | くたばる or サバイバル               |
| 2020年 | 12月5日  | ステンダ (Cover)                     |
| 2021年 | 1月1日   | モラトリアムファイター               |
| 2021年 | 4月1日   | シンキロウ                           |
| 2021年 | 8月8日   | 月と機関銃                           |
| 2021年 | 12月17日 | どうしようもないくらい君に向かってる |
| 2021年 | 12月23日 | 共存伝心ドリーマー                   |
| 2022年 | 5月5日   | 月と機関銃                           |
| 2022年 | 5月8日   | ピヨったって無限ループ               |
| 2022年 | 9月9日   | ミギヒダリズム                       |

## ライブ
| 日程           | 種別             | タイトル                                                                      | 会場・備考 |
| -------------- | ---------------- | ----------------------------------------------------------------------------- | --- |
| 2019年11月2日  | 単発公演         | 1st LIVE!!!初めまして、コレ恋です。                                           | Duo MUSIC EXCHANGE（東京都） コレコレも出演。 |
| 2019年12月1日  | 単発公演         | コレ恋LIVE!! vol.2                                                            | 渋谷 Club Malcolm（東京都） |
| 2019年12月29日 | 単発公演         | コレ恋LIVE!! vol.3                                                            | 下北沢 440（東京都） 主催：TBSラジオ 恋遙ひよりがインフルエンザ罹患により欠席。 |
| 2020年1月26日  | 単発公演         | コレ恋LIVE!! vol.4                                                            | 渋谷 Club Malcolm（東京都） |
| 2020年3月21日  | オンラインライブ | コレ恋LIVE!! vol.5                                                            | コレ恋公式YouTubeチャンネルでのYouTube Liveによる無観客ライブ。（新型コロナウイルス感染拡大の影響） |
| 2020年12月5日  | オンラインライブ | コレ恋LIVE!! vol.6 「ガチ恋ライブ」 ～コレコレPサプライズ登場!!感動のラスト～ | コレ恋2448時間リレー配信のフィナーレとして開催。 コレ恋公式YouTubeチャンネルでのYouTube Liveによる無観客ライブ。 これまでのライブで設けられていたアトラクションやフリートークを廃し、最小限のMCを除いてはノンストップでパフォーマンスを披露。 前身グループであるKo:rectの「ステンダ」のカバーをライブ初披露。                                                                                          |
| 2021年4月17日  | 単発公演         | コレって恋ですか？ SPRING ONEMAN LIVE 2021 6×LOVE - 癒愛みうち卒業ライブ -    | Zepp Tokyo（東京都） 1年3か月ぶりの有観客公演。コレコレも出演。 同月末をもって卒業する癒愛みうちの卒業ライブとして開催され、卒業による特別な演出も用意された。 |
| 2021年10月3日  | オンラインライブ | コレって恋ですか? AUTUMN ONEMAN LIVE 2021 まちコイツアー 振替公演             | ツイキャスプレミアム配信による無観客ライブ。 彩葉ちえり・小羽空まい・四葉このは・恋遙ひよりが出演。（パフォーマンスは恋遙ひよりを除く3名が披露） |
| 2022年3月21日  | 単発公演         | コレって恋ですか？ SPRING ONEMAN LIVE 2022 春夢                               | Zepp Diver City（東京都） 約11か月ぶりの有観客公演。研修生（当時、永遠縁もあ・満月つき・水瀬つむぎ・東雲ゆず）を交えた新体制のお披露目ライブ。 コレコレと、ゲストとして戦慄かなのも出演。（コレコレ・戦慄かなののデュエット曲「推しに願いを」を披露） リード曲の「春夢」のほか、コレ恋とリスナーとの『約束の曲』であり、今後の披露機会・リリース時期が確定していない曲「シャングリラ」が初披露された。 |
| 2022年8月29日  | 単発公演         | コレって恋ですか？ 3rd anniversary Live                                       | 渋谷 WWWX（東京都） コレ恋初の周年ライブ。新型コロナウイルス感染のため、恋遙ひより・水瀬つむぎが欠席。 |
| 2022年12月30日 | 単発公演         | コレ恋 Winter ONE MAN LIVE 2022                                               | 恵比寿ガーデンホール（東京都） 可愛くて楽しい忘年会ライブ！ 来年の解散ライブに向けてサプライズ発表あり！ コレコレさんも歌って踊って大はしゃぎ! 公演内にて、新曲・MVの制作を発表。2023年にファンツアーを開催することを発表。 |
| 2023年4月3日   | 単発公演         | コレって恋ですか？ONE MAN LIVE 2023 ~世界一可愛い卒業式～                     | Zepp Haneda (東京都） コレって恋ですか？解散に伴い最後の公演となる コレ恋メンバー・コレコレの7人でのラストライブ |

## 出演

### インターネット配信
- 「コレって恋ですか？」リリース記念ニコ生特番（ニコニコ生放送、2021年1月9日）[23]

### ラジオ
- レコメン! モイpresents 「コレ恋」メンバー育成計画（文化放送、2021年12月6日〜2022年1月31日 毎週月曜日）-ツイキャス「声誕祭」1位ユニット特典。彩葉ちえり(1〜9回)、小羽空まい(1〜9回)、四葉このは(1〜3回)出演[24]。お笑いコンビ「オテンキ」のGOと共演。初回放送と最終回では、コーナー終了後にパーソナリティであるのり（オテンキ）からコレ恋について言及があった。